# 長母音
長母音（ちょうぼいん、英: long vowel）は持続時間が長い母音である。

## 概要
母音はその継続長によって分類できる。持続時間が長いものを長母音という。対照的に持続時間が短いものは短母音（たんぼいん）と呼ばれる。
長短の違いで意味の弁別を行う言語があり、日本語はその代表的な例である。中にはエストニア語のように短・長・超長の三段階で意味を区別する言語もあるが、非常に珍しい。
現代英語では、アクセントがある緊張母音は音声学でいう長母音で発音されることも多いが、アクセントに伴う現象であって、長短の意識は持たない。

## 発音記号に於ける表記
国際音声記号では母音の後ろに記号 [ː] をつけて長母音を表す。短母音は何も記号をつけないことで表される。このほか、[ˑ]（半長音）と [ ̆]（超短音、母音の上につける）の記号が用意されている。 

## 世界の言語に於ける長母音

### インド・ヨーロッパ語族
特にゲルマン語派に属する言語（ドイツ語、オランダ語など）は母音の長短を弁別する言語が多い。
ただし、英語やアイスランド語では、歴史的には長母音と短母音が対応していたものの、長母音の発音が変化したこと（大母音推移など）により、音声学上の長短の対応関係は崩壊している。
古代ギリシア語、ラテン語、ケルト語でも母音の長短を弁別するが、ラテン語の子孫であるフランス語やスペイン語などロマンス諸語は母音の長短の区別を失っている。同様に現代ギリシャ語も長短の区別はない。アクセントなどの関係で長母音が現れることはあるが、これはあくまでも異音であり、意味の弁別に関与しない。
スラヴ語派は、チェコ語やスロバキア語など一部を除き、母音の長短を区別しない言語が多い。
バルト語派(ラトビア語やリトアニア語など)では区別される。
発音例
ヨーロッパでアルファベットの母音字Oの名を長母音で発音する言語の例。

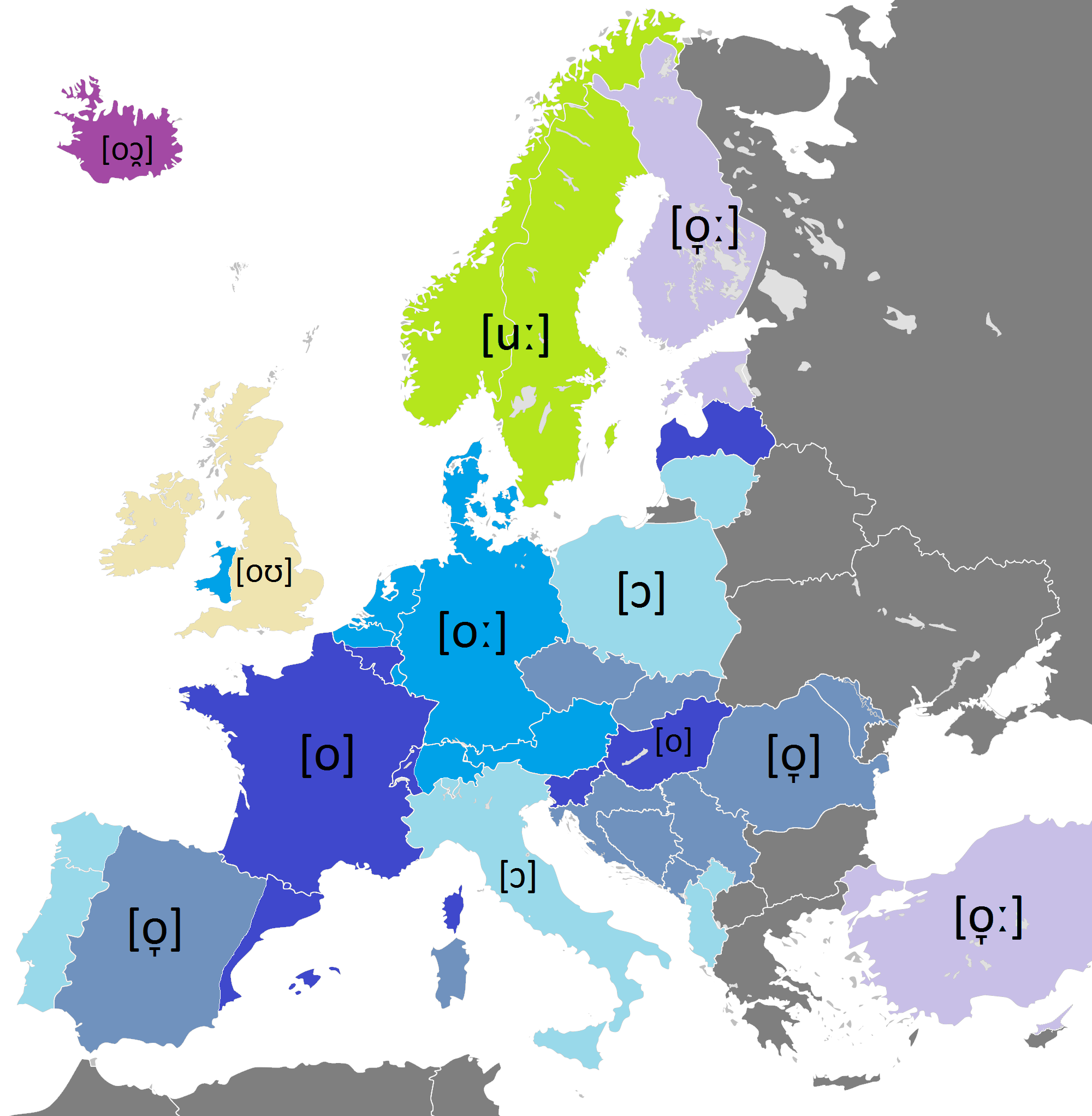
Pronunciation of the name of the letter o in European languages

### ウラル語族
フィンランド語、ハンガリー語など、母音の長短を区別する言語が多い。エストニア語に至っては母音の長さを3段階で区別する。

### アフロ・アジア語族
アラビア語は、（方言によって多少は異なるが、標準語の場合）3種類の短母音と、それぞれに対応した長母音がある。

### オーストロネシア語族
特にポリネシア諸語に属する言語は、ほとんどの言語が日本語同様の5母音体系を持ち、尚且つ母音の長短を区別する。

### 人工言語
エスペラント語は母音の長短を区別しない。アクセント（必ず語末から2番目の音節に置かれる）のある母音は長めに発音されやすいが、あくまでも異音であり、意味の弁別に関与しない。

## ラテン文字使用言語に於ける長母音の綴り
言語によって長母音の表示方法は様々である。
- 同じ母音字を2つ連続させる

フィンランド語が典型的。そのほか、ドイツ語やオランダ語でも一部の長母音はこの方法で表される。
- ダイグラフ(二重音字)による表示

実例として、ドイツ語ではieの綴りが原則として[iː]を表す。ただしドイツ語では[iː]を表す綴りは他にもあり、これが唯一の方法ではない。
- ダイアクリティカルマークによる表示

ハンガリー語、チェコ語では母音字にアキュートアクセントを付けて長母音を表す。また、ウェールズ語ではサーカムフレックスで長母音を表す。ラトビア語ではマクロンで表され、リトアニア語ではオゴネクとマクロン(ūのみ)で表す。
なお、日本語やアラビア語など非ラテン文字言語をラテン文字に転写したときは、マクロンで長母音を表すことが多い。
- 直後の子音により母音の長短を判断

ドイツ語、オランダ語では、直後に子音連続（同一の子音字が2つ連続する場合を含む）があるとき、母音字は短母音として発音されるのが原則である。
- 特定の子音字を母音字に後続させる

ドイツ語では、母音字にhを後続させて長母音を表す場合がある。
- 長母音のための文字による表記

リトアニア語のyは、常にiの長母音で発音される。
- 表記上は区別しない

ラテン語は、実際に使用されていた時代には表記上、短母音と長母音の区別がなかった。話し言葉として使われなくなった現在では、かつての長母音をマクロンで表示することが多い。古英語も同様である。

## 英語の長母音・短母音
現代英語における英語話者の認識では、「long vowel」（長母音）は音声学的な長母音を意味しない。その代わりに、上述の歴史的変遷を経た英語の母音の二種類の区別の一方を意味する場合が多い。
a・e・i・o・u についての例では、baby の /eɪ/、meter の /iː/、tiny の /aɪ/、broken の /oʊ/、humor の /juː/ などは、この意味での「長母音」である。
したがって音声学的には記号 [ː] で表される「長母音」であってもそう呼ばれない場合があり（短母音についても同様）、母音の長短について述べるときは混乱を招きやすい。